# Broderick Dyke
Broderick Dyke (nacido el 31 de diciembre de 1960, en Gumeracha, Australia) es un exjugador de tenis profesional de Australia.
Dyke disfrutó la mayoría de su éxito en el tenis jugando dobles.  Durante su carrera ganó 8 títulos en dobles y salió subcampeón 14 veces.  Consiguió su más alto puesto en el ranking mundial en 1990, llegando al puesto n° 23.

## Títulos en dobles (8)
| Puesto        | Fecha | Torneo                       | Superficie        | Pareja          | Oponentes en la final               | Puntaje en la final |
| ------------- | ----- | ---------------------------- | ----------------- | --------------- | ----------------------------------- | ------------------- |
| Semifinalista | 1982  | Adelaide, Australia          | Pasto             | Wayne Hampson   | Pat Cash Chris Johnstone            | 3–6, 7–6, 6–7       |
| Semifinalista | 1982  | Melbourne Outdoor, Australia | Pasto             | Wayne Hampson   | Eddie Edwards Jonathan Smith        | 6–7, 3–6            |
| Semifinalista | 1983  | Sydney Outdoor, Australia    | Pasto             | Rod Frawley     | Mike Bauer Pat Cash                 | 6–7, 4–6            |
| Semifinalista | 1983  | Adelaide, Australia          | Pasto             | Rod Frawley     | Craig Miller Eric Sherbeck          | 3–6, 6–4, 4–6       |
| Semifinalista | 1984  | Hilversum, Holanda           | Polvo de ladrillo | Michael Fancutt | Anders Järryd Tomáš Šmíd            | 4–6, 7–5, 6–7       |
| Semifinalista | 1984  | Brisbane, Australia          | Alfombra          | Wally Masur     | Francisco González Matt Mitchell    | 7–6, 2–6, 5–7       |
| Ganador       | 1984  | Melbourne Indoor, Australia  | Alfombra          | Wally Masur     | John McCurdy Peter Johnston         | 6–2, 6–3            |
| Ganador       | 1984  | Adelaide, Australia          | Pasto             | Wally Masur     | Peter Doohan Brian Levine           | 4–6, 7–5, 6–1       |
| Ganador       | 1984  | Melbourne Outdoor, Australia | Pasto             | Wally Masur     | Mike Bauer Scott McCain             | 7–6, 3–6, 7–6       |
| Semifinalista | 1985  | Auckland, Nueva Zelanda      | Cemento           | Wally Masur     | John Fitzgerald Chris Lewis         | 6–7, 2–6            |
| Semifinalista | 1985  | Milán, Italia                | Alfombra          | Wally Masur     | Heinz Günthardt Anders Järryd       | 2–6, 1–6            |
| Semifinalista | 1985  | Sydney Outdoor, Australia    | Pasto             | Wally Masur     | David Dowlen Nduka Odizor           | 4–6, 6–7            |
| Ganador       | 1986  | Auckland, Nueva Zelanda      | Cemento           | Wally Masur     | Karl Richter Rick Rudeen            | 6–3, 6–4            |
| Semifinalista | 1986  | Múnich, Alemania             | Polvo de ladrillo | Wally Masur     | Sergio Casal Emilio Sánchez         | 3–6, 6–4, 4–6       |
| Semifinalista | 1987  | Brisbane, Australia          | Cemento           | Wally Masur     | Matt Anger Kelly Evernden           | 6–7, 2–6            |
| Ganador       | 1987  | Tokyo Indoor, Japón          | Alfombra          | Tom Nijssen     | Sammy Giammalva, Jr. Jim Grabb      | 6–3, 6–2            |
| Semifinalista | 1988  | Wellington, Nueva Zelanda    | Cemento           | Glenn Michibata | Dan Goldie Rick Leach               | 2–6, 3–6            |
| Ganador       | 1988  | Lyon, Francia                | Alfombra          | Brad Drewett    | Michael Mortensen Blaine Willenborg | 3–6, 6–3, 6–4       |
| Ganador       | 1989  | Schenectady, Estados Unidos  | Cemento           | Scott Davis     | Brad Pearce Byron Talbot            | 2–6, 6–4, 6–4       |
| Semifinalista | 1989  | Brisbane, Australia          | Cemento           | Simon Youl      | Darren Cahill Mark Kratzmann        | 4–6, 7–5, 0–6       |
| Semifinalista | 1990  | Toronto, Canadá              | Cemento           | Peter Lundgren  | Paul Annacone David Wheaton         | 1–6, 6–7            |
| Ganador       | 1990  | Sydney Indoor, Australia     | Cemento           | Peter Lundgren  | Stefan Edberg Ivan Lendl            | 6–2, 6–4            |